# Pulo Kedondong
Pulo Kedondong is een bestuurslaag in het regentschap Aceh Tenggara van de provincie Atjeh, Indonesië. Pulo Kedondong telt 623 inwoners (volkstelling 2010).